# El Aiune (Mauritânia)
El Aiune (em francês: El Aioun) é uma cidade da região de Assaba, no sul da Mauritânia, perto da fronteira com o Mali.